# Pierrelatte
Pierrelatte är en kommun i departementet Drôme i regionen Auvergne-Rhône-Alpes i sydöstra Frankrike. Kommunen ligger i kantonen Pierrelatte som tillhör arrondissementet Nyons. År 2022 hade Pierrelatte 13 909 invånare.

## Befolkningsutveckling
Antalet invånare i kommunen Pierrelatte
Referens:INSEE